# Open Internacional Femení Solgironès 2024 - Doppio
Il doppio femminile del torneo di tennis professionistico Open Internacional Femení Solgironès 2024, facente parte della categoria WTA 125 nell'ambito del WTA 125 2024, si è giocato dal 1 al 7 aprile 2024 a La Bisbal d'Empordà, in Spagna. Caroline Dolehide e Diana Šnaider erano le detentrici del titolo, ma Šnaider ha scelto di non partecipare a questa edizione del torneo, mentre Dolehide ha scelto di partecipare nel concomitante torneo di Charleston.
In finale Miriam Kolodziejová e Anna Sisková hanno sconfitto in finale Tímea Babos e Dalma Gálfi per ritiro.

## Teste di serie
1. Lidzija Marozava /  Kimberley Zimmermann (quarti di finale)

1. Angelica Moratelli /  Camilla Rosatello (quarti di finale)

## Wildcard
1. Tímea Babos /  Dalma Gálfi (finale, ritirate)

## Alternate
1. Miriam Kolodziejová /  Anna Sisková (Campionesse)

## Tabellone

### Legenda
| - Q = Qualificato - WC = Wild card - LL = Lucky loser | - ALT = Alternate - SE = Special Exempt - PR = Protected Ranking | - w/o = Walkover - r = Ritirato - d = Squalificato |

|  | Quarti di finale | Quarti di finale           | Quarti di finale         | Quarti di finale | Quarti di finale |  |  | Semifinali | Semifinali                 | Semifinali | Semifinali                       | Semifinali                       |                                  |     | Finale | Finale                  | Finale                  | Finale                  | Finale |  |
|  |                  |                            |                          |                  |                  |  |  |            |                            |            |                                  |                                  |                                  |     |        |                         |                         |                         |        |  |
|  | 1                | L Marozava K Zimmermann    | L Marozava K Zimmermann  | 1                | 5                |  |  |            |                            |            |                                  |                                  |                                  |     |        |                         |                         |                         |        |  |
|  | WC               | T Babos D Gálfi            | T Babos D Gálfi          | 6                | 7                |  |  | WC         | T Babos D Gálfi            | 4          | 6                                | [10]                             |                                  |     |        |                         |                         |                         |        |  |
|  |                  | K Mladenovic D Semeņistaja | 6                        | 1                | [10]             |  |  |            | K Mladenovic D Semeņistaja | 6          | 4                                | [3]                              |                                  |     |        |                         |                         |                         |        |  |
|  |                  | A Anšba A Dețiuc           | 3                        | 6                | [6]              |  |  |            |                            |            |                                  |                                  |                                  |     | WC     | Tímea Babos Dalma Gálfi | Tímea Babos Dalma Gálfi | Tímea Babos Dalma Gálfi |        |  |
|  |                  | A-L Friedsam E-G Ruse      | A-L Friedsam E-G Ruse    | 2                | 4                |  |  |            |                            | Alt        | Miriam Kolodziejová Anna Sisková | Miriam Kolodziejová Anna Sisková | Miriam Kolodziejová Anna Sisková | w/o |        |                         |                         |                         |        |  |
|  | Alt              | M Kolodziejová A Sisková   | M Kolodziejová A Sisková | 6                | 6                |  |  | Alt        | M Kolodziejová A Sisková   | 6          | 6                                | [10]                             |                                  |     |        |                         |                         |                         |        |  |
|  |                  | K Kawa B Schoofs           | 6                        | 2                | [13]             |  |  |            | K Kawa B Schoofs           | 1          | 7                                | [7]                              |                                  |     |        |                         |                         |                         |        |  |
|  | 2                | A Moratelli C Rosatello    | 1                        | 6                | [11]             |  |  |            |                            |            |                                  |                                  |                                  |     |        |                         |                         |                         |        |  |